# Ribécourt-Dreslincourt
Ribécourt-Dreslincourt – miejscowość i gmina we Francji, w regionie Hauts-de-France, w departamencie Oise.
Według danych na rok 1990 gminę zamieszkiwało 3706 osób, a gęstość zaludnienia wynosiła 286 osób/km² (wśród 2293 gmin Pikardii Ribécourt-Dreslincourt plasuje się na 52. miejscu pod względem liczby ludności, natomiast pod względem powierzchni na miejscu 274.).

## Współpraca
Miejscowość partnerska:
- Engis, Belgia